# Lloyd 600
La Lloyd 600, o chiamata LS 600 la station wagon e LP 600 la berlina, è una automobile prodotta dalla Lloyd Motoren Werke (Lloyd Motor Works) del Gruppo Borgward a Brema tra il 1955 e il 1961.

## Profilo e versioni
La Lloyd Alexander fu venduta, parallelamente alla Lloyd 600, tra il 1957 e il 1961. All'esterno si differenziava per aver il portellone posteriore per i bagagli apribile dall'estero, che sulla 600 non era presente in quanto per raggiungere e accedere al vano bagagli bisognava asportare i sedili posteriori. La Alexander era identica alla Lloyd 600 sotto molti aspetti, ma al posto della trasmissione a tre marce della 600 presentava un cambio a quattro marce (e un rapporto di trasmissione finale più lungo).
Tra il 1958 e il 1961 fu offerta anche la Lloyd Alexander TS, che presentava un carburatore più grande e un rapporto finale del cambio allungato: di conseguenza erogava una potenza massima di 25 CV invece dei 19 CV del motore montato sulle Lloyd 600 e Alexander. La Alexander TS ai differenziava dalla Alexander base per la griglia anteriore "semiellittica" con bordi più curvi. La TS era inoltre dotata di un cambio a quattro velocità completamente sincronizzato. Grazie al carburatore più grande e al rapporto di compressione aumentato a 7,2:1, riusciva a raggiungere una velocità massima di 107 km/h. La Alexander TS venne dotata anche di un asse posteriore completamente riprogettato, che migliorò significativamente la manovrabilità dell'auto: era costituito da un assale rigido che era fissato utilizzando bracci semi-oscillanti con molle elicoidali "ad azione progressiva". La TS aveva anche una dotazione di serie migliore come il sistema lavacristallo e, dal 1957, fari abbaglianti asimmetrici.Tutte avevano trazione anteriore e motore raffreddato ad aria.